# Белый Клык
«Белый Клык» (англ. White Fang) — приключенческая повесть Джека Лондона, главным героем которой является гибрид собаки и волка по кличке Белый Клык. Впервые произведение опубликовано в нескольких номерах журнала The Outing Magazine с мая по октябрь 1906 года.
Книга рассказывает о судьбе прирученного волка во время золотой лихорадки на Аляске в конце XIX века. При этом довольно большая часть произведения показана глазами животных и, в частности, самого Белого Клыка. В повести описывается разное поведение и отношение людей к животным.

## Сюжет
Отец Белого Клыка был волком, а мать, Кичи, — наполовину волчица, наполовину собака. Он родился в Северной Глуши и выжил единственный из всего выводка. На Севере часто приходится голодать, это и погубило его сестёр и братьев. Отец, одноглазый волк, вскоре погибает в неравной схватке с рысью. Волчонок и мать остаются вдвоём. Мир полон неожиданностей, и однажды по дороге к ручью волчонок натыкается на незнакомых ему существ — людей. Оказывается, у его матери был хозяин — брат индейца Серого Бобра. Он вновь становится хозяином Кичи. Ему же теперь принадлежит и волчонок, которому он даёт кличку — Белый Клык.
Вскоре брат уезжает, отдавая собак Серому Бобру как долг. Белому Клыку трудно привыкать к новой жизни в стойбище индейцев: он беспрестанно вынужден отражать атаки собак, ему приходится строго соблюдать законы людей, которых он считает богами, зачастую жестокими, иногда — справедливыми. Вызывая у своих собратьев и у людей только одну ненависть и вечно враждуя со всеми, Белый Клык развивается быстро, но односторонне.
Во время смены места стойбища Белый Клык убегает, но, очутившись один, ощущает страх и одиночество. Гонимый ими, он разыскивает индейцев. Белый Клык становится ездовой собакой. Спустя какое-то время его ставят во главе упряжки, что ещё более усиливает ненависть к нему его собратьев, которыми он правит со свирепой непреклонностью. Усердная работа в упряжке укрепляет силы Белого Клыка, и его умственное развитие завершается. Преданность человеку становится для него законом, и из родившегося на воле волчонка получается собака, в которой много волчьего.
Однажды, подпоив Серого Бобра, Красавчик Смит покупает у него Белого Клыка и жесточайшими побоями заставляет того понять, кто его новый хозяин. Белый Клык ненавидит этого сумасшедшего бога, но вынужден повиноваться ему. Красавчик Смит делает из Белого Клыка настоящего профессионального бойца и устраивает собачьи бои. Но драка с бульдогом чуть не становится для Белого Клыка роковой. Видя, что бой проигран, Красавчик Смит избивает Белого Клыка. Собаку спасает приезжий инженер с приисков Уидон Скотт. Разжав с помощью револьверного ствола челюсти бульдога, он освобождает Белого Клыка от смертельной хватки противника и выкупает пса у Красавчика Смита.
Белый Клык вскоре приходит в себя и выказывает новому хозяину свои злобу и ярость. Но у Скотта хватает терпения приручить собаку лаской. Это пробуждает в Белом Клыке дремавшие чувства. В Калифорнии Белому Клыку приходится привыкать к новым условиям. Овчарка Колли, долго досаждавшая псу, становится его подругой, как и дети Скотта. Судью Скотта Белому Клыку удаётся уберечь от мести осуждённого им отпетого преступника Джима Холла. Белый Клык загрыз Холла, но тот всадил в пса три пули, в схватке у пса оказалась сломана задняя лапа и несколько рёбер. После долгого выздоровления с Белого Клыка снимают все повязки, и он, пошатываясь, выходит на солнечную лужайку и видит Колли со щенками.

## Художественные особенности книги
В качестве материального окружения героев книги выступают природные пейзажи и просторы северных земель и не только. Бесконечные дороги, волчьи стаи, прибрежные посёлки и т. д. При этом законы природы у автора суровы, но справедливы, и беда приходит именно тогда, когда человек отступает от этих законов. Джек Лондон подробно описывает психологию, мотивы поведения и поступки Белого Клыка. Писатель показывает, как доброе отношение и ласка по отношению к живому существу учит его платить за любовь любовью, а когда потребуется, даже жизнью. Для Белого Клыка любовь была дороже жизни.

## Экранизации
Роман был множество раз экранизирован.
- 1946 — Белый Клык, одна из первых киноадаптаций производства СССР режиссёра Александра Згуриди (его дебютная режиссёрская работа). Главные роли исполнили Олег Жаков, Елена Измайлова и Лев Свердлин.
- 1973 — франко-итальянский фильм «Белый Клык».
- 1974 — его продолжение «Возвращение Белого Клыка».
- 1991 — Белый Клык, экранизация США от режиссёра Рендла Клайзера. Главные роли исполнили Итан Хоук и Клаус Мария Брандауэр.
- 1994 — продолжение фильма под названием Белый Клык 2: Легенда о белом волке режиссёра Кена Олина. Однако с произведением Джека Лондона фильм практически не связан.
- 1997 — одноимённый мультфильм Goodtimes Entertainment.
- 2018 — одноимённый полнометражный мультипликационный фильм от режиссёра Александра Эспигареса.